# 정연경
정연경(1982년 8월 27일~)은 대한민국의 배드민턴 선수이다. 2008년 제89회 전국체육대회 배드민턴 여자일반부 개인복식 1위를 기록했다.